# Roy Buchanan
Roy Buchanan, conhecido como "o melhor guitarrista desconhecido do mundo", mestre da Fender Telecaster, era parte importantíssima de qualquer publicação sobre grandes guitarristas no início dos anos 70.
Roy parou temporariamente sua carreira e, antes da sua aparente volta, depois de uma briga familiar, foi preso em Reston, Virgínia. Roy Buchanan foi encontrado morto numa cela da delegacia para onde foi levado, enforcado na própria camiseta, no dia 14 de agosto de 1988.
Sua morte é coberta de mistérios e muitos não acreditam na tese de suicídio. Ele tinha 48 anos de idade.

## Discografia
- Buch and the Snakestretchers, 1971, BIOYA
- Roy Buchanan and the Snakestretchers, 1972, BIOYA
- Roy Buchanan, 1972, Polydor
- Second Album, 1973, Polydor
- That's What I Am Here For, 1974, Polydor
- In the Beginning (UK title: Rescue Me), 1974, Polydor
- Live Stock, 1975, Polydor
- A Street Called Straight, 1976, Atlantic
- Loading Zone, 1977, Atlantic
- Live in U.S.A. & Holland 77-85 - Silver Shadow CD 9104
- You're Not Alone, 1978, Atlantic
- Live in Japan - 1977, 1978, Polydor MPF 1105
- My Babe, 1981, AJK
- When a Guitar Plays the Blues, 1985, Alligator
- Live - Charly Blues Legend vol. 9 85-87, Charly Schallplatten GMBH, CBL 758*
- Dancing on the Edge, 1986, Alligator
- Hot Wires, 1987, Alligator
- Early Years, 1989, Krazy Kat
- Sweet Dreams: The Anthology, 1992, Polydor
- Guitar on Fire: The Atlantic Sessions, 1993, Rhino
- Charly Blues Masterworks: Roy Buchanan Live, 1999, RedX entertainment
- Deluxe Edition: Roy Buchanan, 2001, Alligator
- 20th Century Masters: The Millennium Collection: Best Of Roy Buchanan, 2002, Polydor
- American Axe: Live In 1974, 2003, Powerhouse Records
- The Prophet - The Unreleased First Polydor Album, 2004, Hip-O Select/Polydor
- Live, 2006, Charly Records
- The Definitive Collection , 2006, Polydor
- Rhino Hi-Five : Roy Buchanan, 2007, Rhino Atlantic